# Julián García Blanco
Julián García Blanco (Burgos, 28 de enero de 1894 - La Coruña, 6 de diciembre de 1979) fue un compositor y maestro de capilla español.

## Vida
Nació en Burgos el 28 de enero de 1894, en cuya Catedral se formó musicalmente. Tras la muda de la voz obtuvo una beca con la que estudió órgano, instrumentó en el que pronto destacó. El 15 de diciembre de 1917 consiguió la plaza de tenor de la Catedral de Badajoz; un año más tarde, el 10 de abril, fue nombrado organista primero, que había quedado vacante por promoción de Rubio Piqueras. La organistía incluía además el cargo de maestro de capilla.

Hoy se efectuará la toma de posesión del muevo maestro de capilla de esta Santa iglesia Metropolitana, don Julián García Blanco y la del nuevo contralto don Zacarías Arias
El Norte de Castilla, 1 de julio de 1920

El 1 de julio de 1920 tomó posesión del cargo de maestro de capilla de la Catedral de Valladolid y a los pocos meses fue nombrado vocal de la Junta Diocesana de Música Sagrada, creada por el motu proprio. Al año comenzó a enseñar y dirigir en la schola cantorum del seminario. En la Catedral reorganizó y se encargó del archivo de música, del que pudo publicarse el primer inventario en 1948. En 1947 fue nombrado canónigo.
García Blanco tuvo un papel importante en la vida musical de Valladolid. En 1922 comenzó a dar clases en el Conservatorio y seis años después llegaba a director, cargo que ocuparía durante cuarenta años. Su influencia marcó varias de generaciones de músicos, sobre todo entre los religiosos. Bajo su dirección el Conservatorio fue reconocido por el Gobierno y a partir de 1957 la institución pudo entregar el grado profesional de música. En 1924 fundó la Coral Vallisoletana, que dirigió durante varios años.
En 1974 se instaló en La Coruña, donde falleció el 6 de diciembre de 1979.

## Obra
Julián García Blanco dejó numerosas composiciones, en su mayoría de música religiosa, que se caracteriza por su pureza y su interés por el repertorio popular. Se alejó de técnicas rebuscadas y se acercó a la polifonía clásica.